# 反讀
反讀或倒讀、逆讀，是指將文字語言用相反的順序念讀。
反讀會受到語言的音韻構造與音節影響，而不是將音素反過來念。例如日語假名/kiseru/若以音素單位反讀會變成/uresik/，但實際上為人認識的反讀字是「セルキ」/seruki/，這是因為日語以音節為單位反讀。
大多數的漢字為單音節，因此漢語基本上以字或詞為單位反讀，常見於回文，例如：人人為我→我為人人。
英語稱為反寫或倒寫（reverse-spelling），意思是將字詞拼寫倒過來，例如：Evian（依雲）和Naive（天真）、Redrum（賽馬名）和Murder（謀殺）。

## 外部連結
- . BBC Online. 26 March 2002  [11 March 2009]. （原始内容存档于2017-08-28）.

- . Columbia University Journal of Undergraduate Research.   [2015-05-12]. （原始内容存档于2012-10-23）.